# Guadalupekarakara
Guadalupekarakara (Caracara lutosa) är en utdöd fågel i familjen falkar inom ordningen falkfåglar. Fågeln förekom tidigare på Guadalupeön som tillhör Mexiko. Den sista rapporten är från år 1903. IUCN kategoriserar arten som utdöd.